# Dinotrema caudatum
Dinotrema caudatum é uma espécie de insetos himenópteros, mais especificamente de vespas parasíticas pertencente à família Braconidae.
A autoridade científica da espécie é Thomson, tendo sido descrita no ano de 1895.
Trata-se de uma espécie presente no território português.